# Ihlow (Bassa Sassonia)
Ihlow è un comune di 12 456 abitanti della Bassa Sassonia, in Germania. Appartiene al circondario di Aurich.

## Geografia antropica
Il comune di Ihlow si suddivide nelle seguenti frazioni:
- Bangstede
- Barstede
- Ihlowerfehn
- Ihlowerhörn (con le località di Hüllenerfehn, Lübbertsfehn e Westersander)
- Ludwigsdorf
- Ochtelbur
- Ostersander
- Riepe
- Riepsthammrich
- Simonswolde
- Westerende-Holzloog
- Westerende-Kirchloog

## Amministrazione

### Gemellaggi
Ihlow è gemellata con:
- Baranów, dal 1993